# Uroplata amazona
Uroplata amazona là một loài bọ cánh cứng trong họ Chrysomelidae. Loài này được miêu tả khoa học năm 1911 bởi Weise.